# DNL 2002/03
Die Saison 2002/03 ist die dritte Spielzeit seit Gründung der Deutschen Nachwuchsliga, der höchsten Nachwuchsliga im deutschen Eishockey. Im Gegensatz zur Vorsaison wurde die Liga auf 10 Mannschaften reduziert.

## Teilnehmer
- EC Bad Tölz (Aufsteiger)
- EC Berlin Capitals
- Eisbären Juniors Berlin
- SC Riessersee
- Kölner EC
- Krefelder EV
- EV Landshut
- Jungadler Mannheim
- Starbulls Rosenheim
- ES Weißwasser

## Modus
Die Vorrunde wurde als Doppelrunde ausgespielt.
Anschließend spielten die Mannschaften auf Platz 1 bis 4 die Playoffs, während die Mannschaft auf Platz 10 sportlich aus der Liga abstieg.
Als Meister der Jugendbundesliga 2002/03 verzichtete der TSV Erding auf den Aufstieg in die DNL.

## Tabelle nach der Vorrunde
| Pl. | Mannschaft              | Sp | S  | T   | GT  | Pkt |
| --- | ----------------------- | -- | -- | --- | --- | --- |
| 1.  | Mannheimer ERC (M)      | 36 | 34 | 229 | 54  | 101 |
| 2.  | Kölner EC               | 36 | 32 | 189 | 71  | 93  |
| 3.  | Krefelder EV            | 36 | 24 | 158 | 108 | 72  |
| 4.  | EV Landshut             | 36 | 22 | 130 | 102 | 66  |
| 5.  | Eisbären Juniors Berlin | 36 | 21 | 133 | 126 | 63  |
| 6.  | SC Riessersee           | 36 | 16 | 122 | 149 | 48  |
| 7.  | Starbulls Rosenheim     | 36 | 14 | 133 | 178 | 40  |
| 8.  | EC Berlin Capitals      | 36 | 6  | 97  | 188 | 24  |
| 9.  | EC Bad Tölz (N)         | 36 | 6  | 94  | 198 | 17  |
| 10. | ES Weißwasser           | 36 | 5  | 99  | 210 | 16  |

## Playoffs

### Halbfinale
- Mannheimer ERC – EV Landshut 2:0 (5:2, 9:2)
- Kölner EC – Krefelder EV 1:1 (2:3, 6:0)

## Endspiel
- Mannheimer ERC – Kölner EC 5:3